# Claviorgue

Claviorgue de Lorenz Hauslaib, ca. 1590, al fons del Museu de la Música de Barcelona, MDMB 821

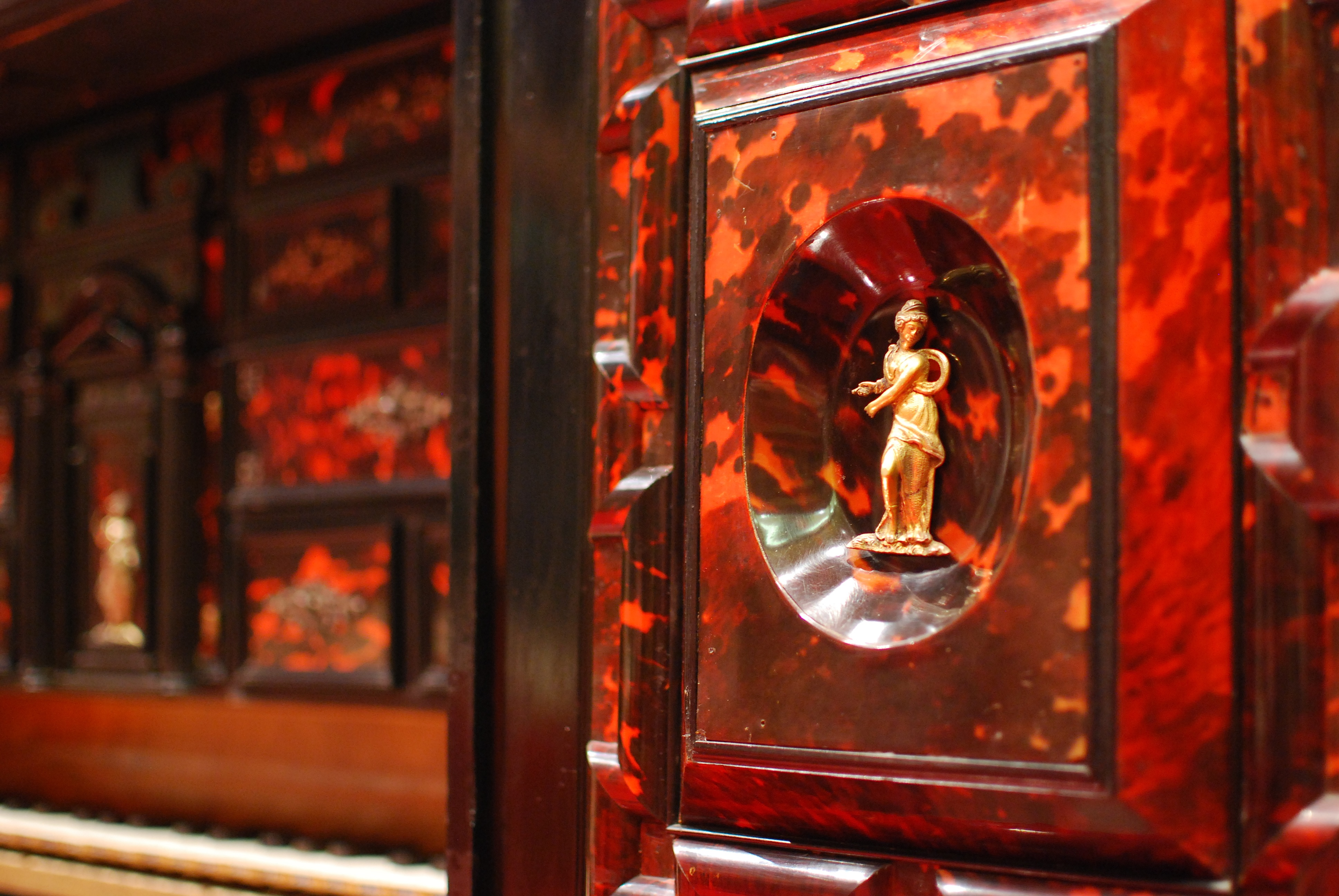
Detall del claviorgue Hauslaib, del Museu de la Música de Barcelona

El claviorgue és un instrument d'origen incert, tot i que sembla tenir les primeres referències a Anglaterra durant el S. XVI. Aquest instrument és el resultat de la combinació d'un clavicèmbal i un orgue de petites dimensions. Sovint tenien un o dos teclats a la part superior, amb la tècnica pròpia del clavicèmbal i un conjunt de tubs petits a la part inferior. Funcionava o bé amb l'esforç d'un manxaire o bé amb un pedal que el mateix intèrpret podia accionar per donar aire als tubs.
Un dels constructors més coneguts d'aquest instrument va ser Lorenz Hauslaib.

## Introducció
El claviorgue és un instrument de tecla en el qual les cordes i els tubs sonen junts per produir un so concret. Però als finals del segle xv a Espanya i a Itàlia la paraula “claviorgue” no sempre representava un instrument de tecla d'aquest tipus, sinó que moltes vegades la paraula era utilitzada per referir-se a orgues en general, per tal de distingir-los de les orgues portàtils o les de taula.
Va ser a finals del segle xix a Anglaterra quan Hipkins Engel va utilitzar el terme claviorgue per definir aquests tipus d'instruments de tecla amb cordes i tubs.
El vertader claviorgue es va mantenir al marge de la creació musical durant almenys tres segles, però així i tot, sabem que varen pertànyer a la llista d'instruments importants. Apareixen a la llista d'inventaris d'Enric VIII de l'any 1547 i també han sobreviscut alguns exemples d'aquest instrument: a Alemanya (inventari de Dresden, 1593) i a Itàlia (Banchieri, 1605).
Al segle xvii ja hi havia una gran varietat, des de les combinacions de orgue amb clavicèmbal fins a les d'orgue amb espineta i clavicèmbal. Així i tot, mai hi ha hagut un repertori específic per claviorgue, s'interpretava el repertori general dels instruments de tecla.
Aquests tipus d'instruments solien trobar-se a les cases més riques, sobretot a les cases dels reis. Un exemple d'aquest fet és que el príncep Don Juan, fill dels Reis Catòlics, tenia un claviorgue a la seva càmera, que va ser el primer que hi va haver a Espanya.
Els claviorgues varen ser introduïts a Castella a través d'Aragó. Segons pareix, el primer constructor d'aquest instrument va ser Mahoma Mofferriz, organista de Saragossa, conegut com “el moro de Zaragoza”.
Per tant, es pot dir que aquest instrument va sorgir de la necessitat de l'aristocràcia per tenir un instrument propi de la seva exclussivitat.

## El cas del claviorgue del Museu de la Música de Barcelona
El primer propietari d'aquest instrument va ser Baltasar de Zuñiga, maqeust de Aguilafuente del comtat de Villalba, nascut a Monterrey (Ourense) a mitjans dels anys 1500 i va morir el 1622 a Madrid. Però no es té informació de que aquest instrument es trobés a Espanya fins a l'any 1877, quan el va comprar una família de classe alta. Des de llavors se’n va perdre la pista de l'instrument, fins que l'any 1963 Concepció Llumà el va vendre al Museu de la Música.
El claviorgue, construït per Lorenz Hauslaib de Nuremberg, originalment va ser catalogat com a orgue positiu, ja que va arribar-hi sense la part de les cordes. Posteriorment es va descobrir que es tractava d'un claviorgue i va ser restaurat. Es tracta d'un instrument molt ornamentat amb la coberta construïda amb closques de tortuga.
La caixa esta construïda en dues parts: la part baixa i la part alta. A la part baixa s'hi troben els tubs, per on surt el so a través d'unes canyes amb un bisell, les cordes i el teclat; mentre que a la part alta s'hi troben les dues manxes, les quals proveeixen l'aire perquè soni l'instrument, i dos calaixos que s'obren quan s'ha de tocar l'instrument i es tanquen perquè quedi com a element decoratiu.
L'instrument té dos teclats, el de més amunt és el del clavicèmbal, el qual funciona amb les cordes, i el de baix és el de l'orgue, el qual funciona amb l'aire que proveeixen les manxes.
El claviorgue té tres tipus de tubs: tres situats darrere l'instrument i un situat davall el teclat. Tots els tubs arribaren amb un paper enganxat a cada un d'ells per saber quin registre tenia cada un. Es divideixen en tres registres que varen ser anomenats: Flauteadillo, un il·legible, Beintidosena i Dulzayna, ordenats de greu a agut. El Dulzayna és el que es troba davall el teclat.
Dos instruments relacionats amb aquest són el claviorgue del New York Metropolitan Museum of Arts i el claviorgue del Moscow’s Glinka Museum. Encara que aquests dos no estan en funcionament.

## El claviorgue a Catalunya i Aragó
Hi ha evidència documental des del segle xiv que a Catalunya i Aragó s'hi construïen orgues. Els primers documents parlen de petits orgues, positius i portàtils, així com orgues grans de catedrals. Durant el Renaixement els instruments grans eren estranys, per això hi havia molts orgues de taula.
Així i tot, la primera evidència que hi ha d'un claviorgue és de l'any 1479, a un contracte signat per Mahoma Mofferriz a Palència.
A Catalunya i a Aragó és on més importància va tenir aquest instrument, degut a la seva qualitat del so. Per aquest fet també es tractava d'un instrument molt car que només hi podien accedir les famílies més riques.